# Podnoszenie ciężarów na Igrzyskach Panamerykańskich 1955
Jedna z dyscyplin rozgrywany w ramach Igrzysk Panamerykańskich 1955, które miały miejsce w Meksyku.

## Klasyfikacja medalowa
| Klasyfikacja medalowa | Klasyfikacja medalowa | Klasyfikacja medalowa | Klasyfikacja medalowa | Klasyfikacja medalowa | Klasyfikacja medalowa |
| Miejsce               | państwo               | Złoto                 | Srebro                | Brąz                  | Razem                 |
| --------------------- | --------------------- | --------------------- | --------------------- | --------------------- | --------------------- |
| 1                     | Stany Zjednoczone     | 6                     | 1                     | 0                     | 7                     |
| 2                     | Panama                | 1                     | 1                     | 0                     | 2                     |
| 3                     | Argentyna             | 0                     | 2                     | 2                     | 4                     |
| 4                     | Antyle Holenderskie   | 0                     | 1                     | 2                     | 3                     |
| 5                     | Kuba                  | 0                     | 1                     | 1                     | 2                     |
| 6                     | Brazylia              | 0                     | 1                     | 0                     | 1                     |
| 7                     | Meksyk                | 0                     | 0                     | 1                     | 1                     |
| .                     | Jamajka               | 0                     | 0                     | 1                     | 1                     |
| Razem                 | Razem                 | 6                     | 6                     | 6                     | 18                    |

## Medaliści
| Konkurencja | 1. miejsce         | 2. miejsce        | 3. miejsce         |           |
| Mężczyźni   | Mężczyźni          | Mężczyźni         | Mężczyźni          | Mężczyźni |
| ----------- | ------------------ | ----------------- | ------------------ | --------- |
| 56 kg       | Charles Vinci      | Angel Famiglietti | Ignacio Suárez     |           |
| 60 kg       | Carlos Chávez      | Yas Kuzuhara      | Edmundo Álvarez    |           |
| 67,5 kg     | Joseph Pitman      | Ambrose Cornet    | Emilio González    |           |
| 75 kg       | Pete George        | Julián Suárez     | Don Heron          |           |
| 82,5 kg     | Tommy Kono         | Osvaldo Forte     | Julian Pemberton   |           |
| 90 kg       | Dave Sheppard      | Bruno Barabani    | Carlos Sigelshifer |           |
| +90 kg      | Norbert Schemansky | Humberto Selvetti | Bèto Adriana       |           |